# Pamela Fryman

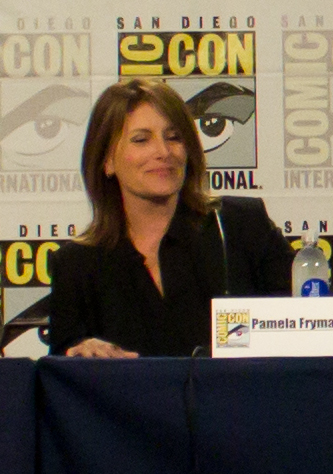
Pamela Fryman

Pamela G. Fryman (* 19. August 1959), gelegentlich auch Pam Fryman, ist eine US-amerikanische Regisseurin und ausführende Produzentin, die vor allem durch ihre Arbeiten an verschiedenen namhaften Fernsehserien wie California Clan, Frasier, Just Shoot Me – Redaktion durchgeknipst, Two and a Half Men oder How I Met Your Mother bekannt wurde.

## Leben und Karriere

### Anfänge im Film- und Fernsehgeschäft
Fryman wuchs in Philadelphia im US-Bundesstaat Pennsylvania auf und dachte nie daran, einmal als Regisseurin und Produzentin verschiedener Sitcoms oder Seifenopern zu agieren. Viel mehr wollte sie in die Fußstapfen ihres Vaters treten, der zu dieser Zeit im Merchandisingbereich erfolgreich war. Im Alter von 21 Jahren kam Fryman im Jahre 1980 als Collegeabsolventin nach Los Angeles, wo sie auf einige Freunde traf, die für das Fernsehen arbeiteten. Durch ebendiese fand sie schließlich auch den Weg in den Fernsehbereich, wobei ihr erster Job jener als Assistent des Talent-Koordinators der The John Davidson Show mit dem Entertainer John Davidson war. Bereits zu dieser Zeit prophezeite ihr ihr Vater, dass sie spätestens nach drei Wochen wieder die Heimreise antreten werden. Doch er irrte und seine Tochter stieg bald darauf in die Crew der Seifenoper California Clan ein, wo sie anfangs als Booth Production Assistant und Sekretärin bzw. Schriftführerin engagiert wurde. Mit der Zeit und nach zahlreichen Kontakten zu verschiedenen Schauspielerin arbeitete sie sich zur Regieassistentin hoch und agierte zwischen Mitte und Ende der 1980er zum Teil in der sogenannten control booth und war unter anderem im Jahre 1986 erstmals als (Produktions-)Assistent der Fernsehübertragung der 13. Vergabe der Daytime Emmy Awards (The 13th Annual Daytime Emmy Awards) im Einsatz. Im Jahre 1987 folgte bei der 14. Vergabe der Daytime Emmy Awards an der Seite des Fernsehproduzenten Joel Stein eine gleiche Tätigkeit und auch 1988 war sie bei der 15. Vergabe der Daytime Emmy Awards ein weiteres Mal in ihrer Assistenzfunktion aktiv.

### Durchbruch als Regisseurin
Nach einer gewissen Zeit schaffte Fryman schließlich den Durchbruch und begann ihre Tätigkeit als Regisseurin. Dabei sammelte sie am Anfang als Regisseurin einer Reihe von Folgen der Seifenoper California Clan erste Erfahrungen, ehe sie als Regisseurin in eine größere Anzahl weiterer Sitcoms einstieg. Ihre erste wesentliche Produktion nach California Clan, für die sie in den Jahren 1990 und 1991 gleich zweimal in Folge den Daytime Emmy Award für ihre Regiearbeit bekam, betreute Fryman schließlich im Jahre 1993, als sie in einer Folge von Café Americain als Regisseurin in Erscheinung trat. Dabei wurde sie von Peter Noah, dem Produzenten der Serie, mit dem sie unter anderem schon bei der Spieleshow Dream House zusammengearbeitet hatte, für nur eine Episode in die Crew geholt. Die Episode wurde schließlich im Jahre 1994 erstmals landesweit ausgestrahlt. Im gleichen Jahr folgten schließlich noch drei Episoden von Muddling Through sowie ein Engagement in einer ersten großen Fernsehserie, als sie erstmals die Regie zu einer Folge der Erfolgsserie Friends führte und dies auch noch ein weiteres Mal in einer Folge im Jahre 1997 tat. 1995 folgten schließlich vier Folgen der nur kurzlebigen Serie Bringing Up Jack, eine unbekannte Anzahl an Folgen von The Boys Are Back, sowie drei Folgen von Bless This House, wo sie von 1995 bis 1996 in insgesamt drei Episoden die Regie führte. Des Weiteren kam sie 1995 auch noch in der kleineren Produktion Nice Try zum Einsatz. Entweder 1995 oder 1996 übernahm sie auch in drei Folgen von Dweebs die Regiearbeiten, ehe sie 1996 in verschiedenen weiteren und zum Teil sogar preisgekrönten Fernsehserien als Regisseurin engagiert wurde. 1996 folgten so Arbeiten an den Serien Silver Girls (zwei Folgen), Ned & Stacey (eine Folge), The Naked Truth (drei Folgen), Good Company (zwei Folgen), Caroline in the City (eine Folge), sowie eine unbekannte Anzahl an Folgen von Townies. Des Weiteren kam sie im Jahre 1996 in die Crew der mit zwei Golden Globes ausgezeichneten Fernsehserie Cybill, in der sie bis 1997 in insgesamt vier Episoden die Regie führte.

### Erste Langzeit-Engagements bei größeren Produktionen
Weitere Engagements im Jahre 1997 waren unter anderem jeweils eine Folge von Ein Single kommt immer allein und Pearl, sowie zwei Folgen von Kreativ sein ist alles und fünf Episoden von Susan. Nachdem sie von 1997 bis 1998 auch in vier Folgen von George & Leo die Regie geführt hatte, kam sie im Jahre 1997 auch in die Crew der Fernsehserie Frasier, mit der sie erste große Erfolge feierte. So kam sie bis 2001 in insgesamt 33 Episoden als Regisseurin zum Einsatz und wurde zudem in den Jahren 1998, 2000 und 2001 für die Regiearbeit an jeweils einer Episode von Frasier für den DGA Award nominiert. Parallel zu ihren Arbeiten an der Erfolgsserie Frasier arbeitete Fryman auch an zahlreichen anderen Fernsehproduktionen, wobei sie unter anderem in der kleineren Produktion Better Days sowie in einer unbekannten Anzahl an Folge von The Simple Life (1998), Maggie (1998 u./o. 1999) oder Applaus! Applaus! (1998 u./o. 1999) als Regisseurin zum Einsatz kam. Des Weiteren führte sie im Jahre 1998 in drei Folgen von King of Queens Regie, wobei sie unter anderem auch bei der allererste Folge der späteren Erfolgssitcom im Einsatz war und danach noch bei der sechsten und siebenten Episode der ersten Staffel die Regie führte. Außerdem kam sie 1998 als Hauptregisseurin in die Crew rund um die siebenfach mit dem Golden Globe nominierte Fernsehserie Just Shoot Me – Redaktion durchgeknipst. Dort führte sie beinahe sechs Jahre lang bis 2003 in über 80 verschiedenen Folgen die Regie und kam zudem noch im Jahre 2001 zu ihrer ersten wesentlichen Tätigkeit als Executive Producer, als sie in weiteren 41 Episoden der Series als ausführende Produzentin in Erscheinung trat. Außerdem wurde sie 1999 für ihre Regiearbeit an einer Folge von Just Shoot Me – Redaktion durchgeknipst für den DGA Award nominiert, konnte ihn aber nicht gewinnen.
Parallel zu Frasier und Just Shoot Me – Redaktion durchgeknipst war sie im Jahre 1999 auch noch in einer Folge von The Norm Show und einer unbekannten Anzahl an Folgen von Work with Me aktiv. Weitere Regiearbeiten führte sie in den Jahren 1999 und/oder 2000 durch, wo sie an den Fernsehserie Love & Money arbeitete, sowie in den Jahren 2000 und/oder 2011, wo sie bei der Serie Welcome to New York zum Einsatz kam. 2001 folgten schließlich erste wesentliche Filmproduktionen wie Count Me In oder The Gene Pool. Daneben war sie in den Jahren 2001 und/oder 2002 auch in geschätzten zwei Episoden von Three Sisters im Einsatz und brachte es auf ebenso viele Episoden von Inside Schwartz (2001). In einem etwas ruhiger verlaufenden Jahr 2002, in dem sie sich vorwiegend der Sitcom Just Shoot Me – Redaktion durchgeknipst widmete, führte sie in zwei Folgen von Meine Frau, ihr Vater und ich und im Film Two Families die Regie. Nach dem Auslaufen von Just Shoot Me – Redaktion durchgeknipst im Jahre 2003 feierte Fryman in diesem bzw. im folgenden Jahr einen erneuten Durchbruch. Neben Regiearbeiten an der Komödie The Snobs und der eher kleinen und unwesentlichen Produktion Grown Men, war sie auch in einer Folge von My Big Fat Greek Life und in neun Folgen von Happy Family mit Regiearbeiten beschäftigt. Neben zahlreichen Filmproduktionen wie The Amazing Westermans, Family Show, Lucky Us, The MacGregors und News to Me kam sie unter anderem im Jahre 2004 auch in die Crew von Two and a Half Men, wo sie bis 2005 gar bei 20 verschiedenen Episoden die Regie führte. Des Weiteren war sie bei Happy Family und The MacGregors als Executive Producer im Einsatz.

### Arbeiten ab 2005
Ihre bis dato (Stand: 2015) wohl wesentlichste Arbeit übernahm Fryman im Jahre 2005 mit den Dreharbeiten der Erfolgssitcom How I Met Your Mother (HIMYM). Fryman, die sich selbst als „schnell und ziemlich unerschütterlich“ bezeichnet, meinte in einem Interview, dass die meisten ihrer Fähigkeiten, die ihr bei HIMYM zugutekommen, vor allem aus ihrer Zeit bei California Clan stammen. Während sie 2005 als Regisseurin in die Serie einstieg, agierte sie ab dem gleichen Jahr auch als ausführende Produzentin. Insgesamt kam Pamela Fryman in 196 Episoden als Regisseurin und in allen 208 Folgen als Produzentin zum Einsatz. Im Frühling 2010 zog sie sich etwas von HIMYM zurück, um einige Piloten zu drehen. Bei der Primetime-Emmy-Verleihung 2009 wurde Fryman zusammen mit einem weiteren zehn Personen umfassenden Produktionsteam für den Emmy in der Kategorie „Outstanding Comedy Series“ nominiert. Parallel zu ihren Arbeiten an How I Met Your Mother ist bzw. war Fryman auch in zahlreichen eher kleiner ausgefallenen Filmproduktionen als Regisseurin im Einsatz. So führte sie im Jahre 2005 bei Lies and the Wives We Tell Them to und 2006 bei den Filmen Sex, Power, Love & Politics, CBS / Joe Port / Joe Wiseman Wife with Large Family Comedy, Inseparable und You’ve Reached the Elliotts die Regie und war zudem im gleichen Jahr auch noch in einer Folge von Courting Alex als Regisseurin aktiv. Nach nur einer einzigen namhaften Produktionen im Jahre 2007 (The Minister of Divine) und keiner einzigen namhaften Produktion im Jahre 2008, führte sie im Jahre 2009 bei den Filmen bzw. TV-Produktionen The Karenskys und CBS Fall Preview sowie in zwei Folgen der Fernsehserie Aus Versehen glücklich die Regiearbeiten durch.
Weitere Tätigkeiten als Regisseurin folgten im Jahre 2010 mit den Filmen Livin’ on a Prayer, True Love und Freshmen. Ihre bis dato (Stand: März 2011) letzte namhafte Produktion, eine Folge von Mad Love, wurde Mitte Februar 2011 in den Vereinigten Staaten ausgestrahlt. Des Weiteren ist Fryman als ausführende Produzentin in der Crew von And They’re Off, einem Film, der noch im Jahre 2011 seine Premiere feiern wird. Weitere Produktionen, in die Fryman entweder als Regisseurin oder als Produzentin involviert ist, sind How to Be a Gentleman und The Assistants, die ebenfalls beide im Jahre 2011 veröffentlicht werden.

## Filmografie
als Regisseurin
- Dream House (? Folgen)
- California Clan (? Folgen)
- 1994: Café Americain (1 Folge)
- 1994: Muddling Through (3 Folgen)
- 1994+1997: Friends (2 Folgen)
- 1995: Nice Try
- 1995: Bringing Up Jack (4 Folgen)
- 1995: The Boys Are Back (? Folgen)
- 1995–1996: Bless This House (3 Folgen)
- 1995/1996: Dweebs (3 Folgen)
- 1996: Silver Girls (auch: Hope and Gloria) (2 Folgen)
- 1996: Ned & Stacey (1 Folge)
- 1996: The Naked Truth (auch: Wilde Again) (3 Folgen)
- 1996: Good Company (2 Folgen)
- 1996: Caroline in the City (1 Folge)
- 1996: Townies (? Folgen)
- 1996–1997: Cybill (4 Folgen)
- 1997: Ein Single kommt immer allein (The Single Guy) (1 Folge)
- 1997: Pearl (1 Folge)
- 1997: Kreativ sein ist alles (Fired Up) (2 Folgen)
- 1997: Susan (Suddenly Susan) (5 Folgen)
- 1997–1998: George & Leo (4 Folgen)
- 1997–2001: Frasier (33 Folgen)
- 1998: Better Days
- 1998: The Simple Life (? Folgen)
- 1998 u./o. 1999: Maggie (? Folgen)
- 1998 u./o. 1999: Applaus! Applaus! (Encore! Encore!) (? Folgen)
- 1998: King of Queens (3 Folgen)
- 1998–2003: Just Shoot Me – Redaktion durchgeknipst (80 Folgen)
- 1999: The Norm Show (1 Folge)
- 1999: Work with Me (? Folgen)
- 1999: Love & Money (1 Folge)
- 2000 u./o. 2001: Welcome to New York (auch: Gaffigan) (? Folgen)
- 2001: Count Me In
- 2001: The Gene Pool
- 2001 u./o. 2002: Three Sisters (2 Folgen ?)
- 2001: Inside Schwartz (2 Folgen)
- 2002: Meine Frau, ihr Vater und ich (In-Laws) (2 Folgen)
- 2002: Two Families
- 2003: The Snobs
- 2003: My Big Fat Greek Life (1 Folge)
- 2003: Happy Family (9 Folgen)
- 2003: Grown Men
- 2004: The Amazing Westermans
- 2004: Family Show
- 2004: Lucky Us
- 2004: The MacGregors
- 2004: News to Me
- 2004–2005: Two and a Half Men (auch: Mein cooler Onkel Charlie) (20 Folgen)
- 2005–2014: How I Met Your Mother (196 Folgen)
- 2006: Sex, Power, Love & Politics
- 2006: CBS / Joe Port / Joe Wiseman Wife with Large Family Comedy
- 2006: Inseparable
- 2006: You’ve Reached the Elliotts
- 2006: Courting Alex (1 Folge)
- 2007: The Minister of Divine
- 2009: The Karenskys
- 2009: CBS Fall Preview
- 2009: Aus Versehen glücklich (2 Folgen)
- 2010: Livin’ on a Prayer
- 2010: True Love
- 2010: Freshmen
- 2011: Mad Love (1 Folge)
- 2011: How to Be a Gentleman
- 2011: The Assistants
- 2019: Abby’s (4 Folgen)
- 2021: Pretty Smart (3 Folgen)

als Ausführende Produzentin
- 2001–2003: Just Shoot Me – Redaktion durchgeknipst (41 Folgen)
- 2003 u./o. 2004: Happy Family
- 2004: The MacGregors
- 2005–2014: How I Met Your Mother (208 Folgen)
- 2011: And They’re Off

als Assistent (Produzent)
- 1986: The 13th Annual Daytime Emmy Awards
- 1987: The 14th Annual Daytime Emmy Awards (Assistent von Joel Stein)
- 1988: The 15th Annual Daytime Emmy Awards

## Nominierungen und Auszeichnungen
Nominierungen
- 1998: Nominiert für den DGA Award in der Kategorie „Outstanding Directorial Achievement in Comedy Series'“ für die Episode „Halloween – Part I“ der Fernsehserie Frasier
- 1999: Nominiert für den DGA Award in der Kategorie „Outstanding Directorial Achievement in Comedy Series'“ für die Episode „Two Girls for Every Boy“ der Fernsehserie Just Shoot Me – Redaktion durchgeknipst
- 2000: Nominiert für den DGA Award in der Kategorie „Outstanding Directorial Achievement in Comedy Series'“ für die Episode „The Flight Before Christmas“ der Fernsehserie Frasier
- 2001: Nominiert für den DGA Award in der Kategorie „Outstanding Directorial Achievement in Comedy Series'“ für die Episode „And The Dish Ran Away With The Spoon“ (Part I + II) der Fernsehserie Frasier
- 2009: Nominiert für den Emmy in der Kategorie „Outstanding Comedy Series“ für ihr Engagement an How I Met Your Mother (zusammen mit einem weiteren zehn Personen umfassenden Produzententeam)

Auszeichnungen
- 1990: Ausgezeichnet mit dem Daytime Emmy Award in der Kategorie „Outstanding Drama Series Directing Team“ für ihre Regiearbeit an California Clan (zusammen mit einem weiteren vier Personen umfassenden Regieteam)
- 1991: Ausgezeichnet mit dem Daytime Emmy Award in der Kategorie „Outstanding Drama Series Directing Team“ für ihre Regiearbeit an California Clan (zusammen mit einem weiteren sechs Personen umfassenden Regieteam)

## Anmerkung
1. ↑  lt. Filmarchiv Kay Weniger